# والتر بوردن
والتر بوردن هو شاعر وممثل كندي، ولد في 1942 في نوفا سكوشا في كندا.

## وصلات خارجية
- والتر بوردن على موقع IMDb (الإنجليزية)
- والتر بوردن على موقع قاعدة بيانات الفيلم (الإنجليزية)